# 小福田晧文
小福田 租（こふくだ みつぎ、1909年（明治42年）10月18日 - 1995年（平成7年）7月29日）は日本の海軍軍人、航空自衛官である。海軍兵学校（第59期）卒。最終階級は海軍で海軍中佐、自衛隊で空将。ペンネームは小福田 晧文
（こふくだ てるふみ）。

## 経歴
1909年（明治42年）10月、岡山県津山に生まれる。1928年（昭和3年）3月、岡山県立津山中学校（現：岡山県立津山高校）卒業し、同年4月、江田島海軍兵学校第59期に入校。1931年（昭和6年）11月、海軍兵学校卒業。1933年（昭和8年）4月、第25期飛行学生を卒業。1934年（昭和9年）、大村海軍航空隊で戦闘機課程を受ける。周囲の勧めもあり、結婚を考えて海軍省に結婚願いを提出し、晩秋に「結婚認可書」を受けとるも、すぐに「戦地に転勤を命ず」という辞令がきたので、婚約を解消した。
1935年（昭和10年）12月、空母「加賀」飛行隊に配属。1936年（昭和11年）、大湊海軍航空隊に配属。1937年（昭和12年）12月、空母「龍驤」飛行隊に配属。1938年（昭和13年）6月、第十二航空隊に配属。同年12月、大分海軍航空隊に配属。1940年（昭和15年）11月、海軍航空技術廠飛行実験部に配属。1942年（昭和17年）7月、第六航空隊（のち第204海軍航空隊）に配属。1943年（昭和18年）4月6日、横須賀海軍航空隊に配属。4月15日、厚木海軍航空隊に配属。6月、海軍航空技術廠飛行実験部に配属。烈風の研究と開発に参与。零戦、銀河を使って反跳爆撃の実験に従事している。
1945年（昭和20年）8月15日、終戦を三沢基地（三沢飛行隊）で迎える。
戦後は、1952年（昭和27年）7月、警察予備隊に入隊し、1954年（昭和29年）7月、航空自衛隊の発足とともに転官。1960年（昭和35年）9月、第1航空団司令。1962年（昭和37年）4月、航空幕僚監部人事教育部長。1963年（昭和38年）3月、飛行教育集団司令官。1965年（昭和40年）7月、中部航空方面隊司令官。1967年（昭和42年）3月31日、航空自衛隊を退官。
その後、日本無線株式会社取締役営業部長、ペルテック株式会社取締役工場長を歴任。1995年（平成7年）7月29日、逝去（享年85）。

## 年譜
- 1909年（明治42年）2月：岡山県津山に生まれる
- 1928年（昭和03年）4月：江田島海軍兵学校入校 （第59期）
- 1931年（昭和06年）11月：海軍兵学校卒業
- 1933年（昭和08年）11月：第24期飛行学生卒業
- 1934年（昭和09年）：大村海軍航空隊付
- 1935年（昭和10年）12月：加賀飛行隊に配属
- 1936年（昭和11年）：大湊海軍航空隊に配属
- 1937年（昭和12年）12月1日：海軍大尉に進級[5]、空母「龍驤」分隊長[6]
- 1938年（昭和13年）
  - 6月6日：第十二航空隊附[7]
  - 6月25日：第十二航空隊分隊長[8]
  - 12月15日：大分海軍航空隊分隊長[9]
- 1939年（昭和14年）11月15日：第十四航空隊分隊長[10]
- 1940年（昭和15年）11月1日：海軍航空技術廠飛行実験部部員[11]
- 1942年（昭和17年）
  - 7月25日：第六航空隊飛行隊長兼分隊長[12]
  - 11月1日：海軍少佐に進級[13]
- 1943年（昭和18年）
  - 3月1日：呉鎮守府附[14]
  - 4月6日：横須賀海軍航空隊に配属
  - 4月15日：厚木海軍航空隊飛行隊長[15]
  - 6月24日：海軍航空技術廠飛行実験部部員[16]
- 1944年（昭和19年）
  - 3月28日：兼補横須賀海軍航空隊附教官[17]
  - 7月10日：横須賀海軍航空隊附[18]
  - 8月1日：横須賀海軍航空隊飛行隊長兼教官[19]
- 1945年（昭和20年）9月5日：海軍中佐に進級[20]
- 1952年（昭和27年）7月14日：警察予備隊に入隊（2等警察正）[21]
- 1953年（昭和28年）3月20日：保安隊航空学校研究部長心得
- 1954年（昭和29年）7月16日：航空自衛隊に転官
- 1958年（昭和33年）6月27日：航空保安管制気象群司令
- 1959年（昭和34年）8月1日：空将補に昇任
- 1960年（昭和35年）
  - 3月16日：第17飛行教育団司令兼新田原基地司令
  - 9月16日：第1航空団司令兼浜松北基地司令
- 1962年（昭和37年）4月7日：航空幕僚監部人事教育部長
- 1963年（昭和38年）3月16日：飛行教育集団司令官
- 1964年（昭和39年）7月6日：空将に昇任
- 1965年（昭和40年）7月16日：中部航空方面隊司令官
- 1966年（昭和41年）7月1日：航空幕僚監部付
- 1967年（昭和42年）3月31日：退官
- 1995年（平成07年）7月29日：逝去（享年85）

## 著書
- 『指揮官空戦記 ある零戦隊長のリポート』（光人社NF文庫、2004年新装版） ISBN 4-7698-2044-5
- 『零戦開発物語 日本海軍戦闘機全機種の生涯』（光人社NF文庫、2003年新装版） ISBN 4-7698-2112-3
- 『ニッポンの選択 防衛か降伏か 平和と自由と繁栄のための私的スタディ』（光人社、1981年） ISBN 4-7698-0162-9

## 演じた俳優
- あおい輝彦 - 「零戦燃ゆ」（1984年、東宝）

## 関連文献
- 小福田晧文『指揮官空戦記 ある零戦隊長のリポート』光人社NF文庫
- 吉田俊雄『指揮官たちの太平洋戦争』光人社NF文庫